# Ragnhild Goldschmidt

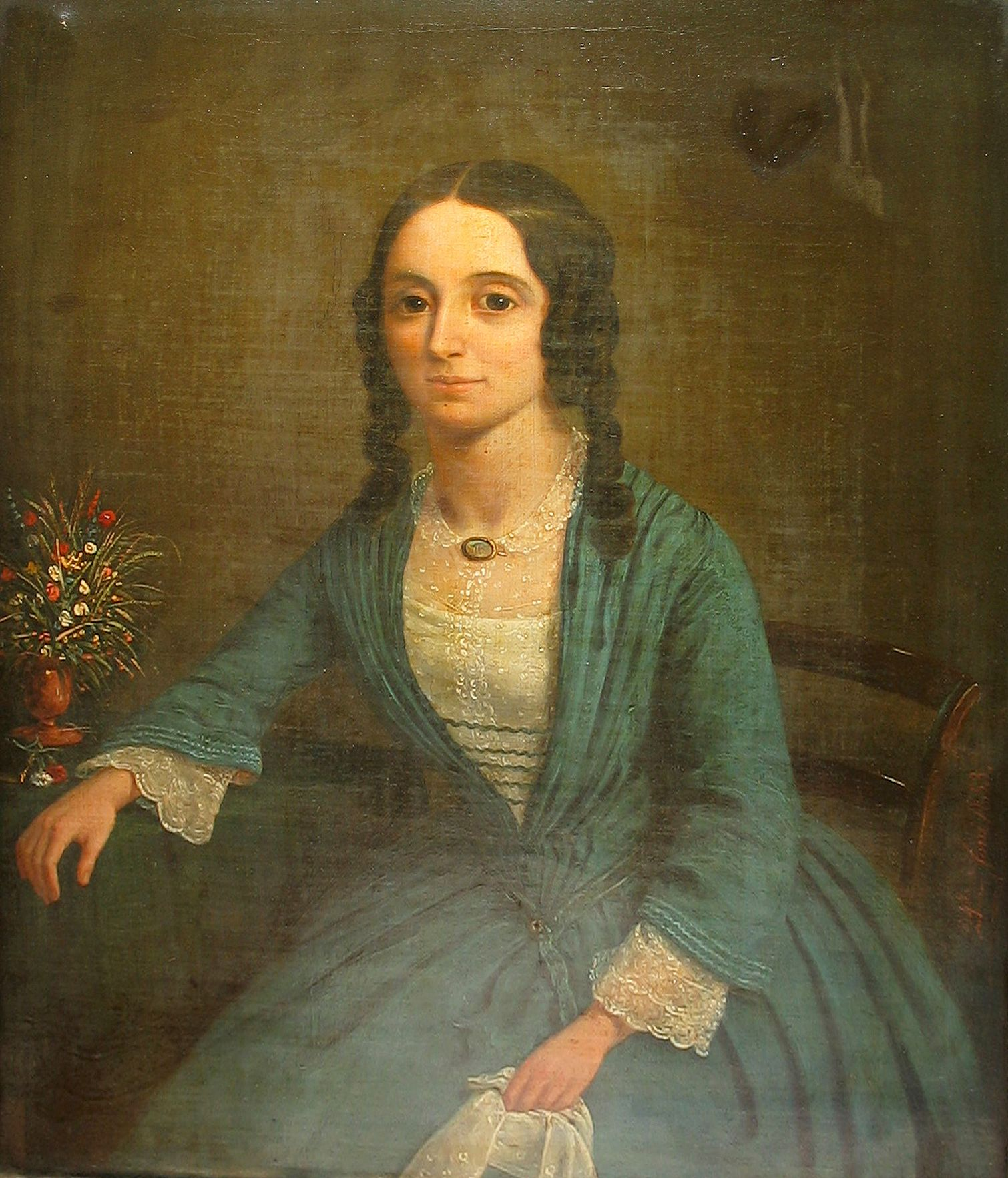
Ragnhild Goldschmidt (1853)

Ragnhild Goldschmidt (* 8. Februar 1828 in Kopenhagen; † 17. Oktober 1890 in Frederiksberg) war eine dänisch-jüdische Autorin und Vorkämpferin für Frauenrechte.

## Leben
Ragnhild Goldschmidt war die Tochter von Aron Goldschmidt (1792–1848) und Lea Levin Rothschild (1797–1870). In ihrer Jugend war sie Hauslehrerin und 1855 absolvierte sie eine Ausbildung zur Haushälterin beim Pächter Fritz Fabricius auf dem Hof Korsebølle auf Langeland. 1872 wurde sie Mitglied der neu gegründeten Frauenrechtsorganisation Dansk Kvindesamfund. Sie gründete 1872 die Kvindelig Læseforening (KL; Frauenleseverein) zusammen mit Sophie Petersen und Charlotte Klein, danach formte sie die KL bis zum Tod 1890. Mit ihrem Engagement und der lebhaften Persönlichkeit war sie wichtig, um die Frauen zu Debatten über moderne Literatur anzuregen.
Sie setzte sich für den Durchbruch der modernen Frau ein, nachdem sie 1875 anonym den Roman En Kvindehistorie publiziert hatte, der die tragische Lebensgeschichte einer Frau erzählt, die sich leidenschaftlich in einen verheirateten Mann verliebt, der sie im Stich lässt. Danach gab sie ebenfalls anonym die Novellen Fædrelandet heraus, die die Lehre der Nemesis wiedergeben, woran sie auch interessiert war.
Sie war die jüngere Schwester des renommierten Autors Meïr Aron Goldschmidt. Die meiste Zeit ihres Lebens lebte sie bei ihrem Bruder und war dessen literarische Beraterin. Nach seinem Tod bewahrte sie sein Andenken.

## Werk
- En Kvindehistorie (1875), Arne Herløv Petersen Verlag, 2020[4]

## Einzelbelege
1. ↑  Ragnhild Goldschmidt. Abgerufen am 5. Mai 2024.
2. ↑  Ragnhild Goldschmidt, forfatter | lex.dk. 22. April 2023, abgerufen am 5. Mai 2024 (dänisch).
3. ↑  Ragnhild Goldschmidt. In: denstoredanske.lex.dk. 7. Mai 2020, abgerufen am 5. Mai 2024 (dänisch).
4. ↑  Ragnhild Goldschmidt: En kvindehistorie. In: SAXO.com. Abgerufen am 5. Mai 2024 (dänisch).

| Personendaten    | Personendaten                            |
| ---------------- | ---------------------------------------- |
| NAME             | Goldschmidt, Ragnhild                    |
| KURZBESCHREIBUNG | dänische Schriftstellerin und Feministin |
| GEBURTSDATUM     | 8. Februar 1828                          |
| GEBURTSORT       | Kopenhagen                               |
| STERBEDATUM      | 17. Oktober 1890                         |
| STERBEORT        | Frederiksberg Kommune                    |